# Сірано і д'Артаньян
«Сірано і д'Артаньян» (фр. Cyrano et d'Artagnan) — пригодницький фільм 1964 року; останній фільм, поставлений режисером Абелем Ґансом для великого кіно за мотивами творів Александра Дюма і Едмона Ростана. Прем'єра стрічки відбулася 25 вересня 1964 року на Нью-Йоркському кінофестивалі.

## Сюжет
Після невдалих випробувань нового літального апарата Сірано де Бержерак (Хосе Феррер) вирушає до Парижа, раніше попрощавшись із старим батьком, який навчає його своєму секретному прийому. Дорогою Сірано зустрічає д'Артаньяна (Жан-П'єр Кассель), ще одного гасконця, такого ж брехуна, бідняка і мисливця за пригодами, як і він сам. Вони одразу стають нерозлучними друзями. Удвох викрадають мішки із золотими монетами у вірного помічника Рішельє «Червоної людини», яка під приводом збору податків оббирає до нитки усі землі, що попадаються йому на шляху. У Парижі д'Артаньяна приймають до лав мушкетерів де Тревіля і він стає секундантом Портоса в його дуелі з Сірано. Коли поранений Портос вибуває з ладу, Сірано повинен схрестити шпаги з д'Артаньяном, але замість цього вони пліч-о-пліч обороняються від гвардійців кардинала.
Потрапивши в полон, д'Артаньян і його товариші вимушені дати клятву вірності кардиналові. Так д'Артаньян потрапляє у табір супротивників Сірано, вірного слуги королеви. Люди кардинала заманюють Сірано в засідку, влаштовану бандою головорізів. Завдяки своєму секретному прийому, він розправляється з ними по черзі, останнім прирізавши їх проводиря на прізвисько «Голубка». Відтепер у нього в Парижі репутація.
Сірано і д'Артаньян знайомляться зі знаменитими куртизанками Маріон Делорм і Нінон де Ланкло. Усі четверо закохуються один в одного, але без взаємності. Маріон поклала око на Сірано, який любить Нінон; та ж небайдужа до д'Артаньяна, якого цікавить лише Маріон. Сірано пропонує д'Артаньяну помінятися ролями, щоб потрапити в ліжка до красунь. Надівши маски, Сірано і д'Артаньян вночі приєднуються, відповідно, до Нінон і Маріон. Обидві жінки в захваті від того, що провели ніч з бажаним чоловіком. За словами Сірано, це доводить, що почуття сильніші сердечної прихильності.
Нінон і Маріон, що належать до різних політичних таборів, нашіптують на вухо своїм коханцям таємниці змов. Ті ж, з товариської вірності, діляться ними один з одним. Але одного разу Нінон виявляє у своєму ліжку Сірано і з люттю припиняє це непорозуміння. Д'Артаньян звільняє Сірано, що потрапив у полон до прибічників кардинала. Удвох вони намагаються позбавити Францію від тягот громадянської війни. Сірано переконує королеву не підтримувати змову П'ятого березня. Потім він влаштовує зустріч д'Артаньяна і Маріон, тоді як Нінон зникає.
Сірано повертається в рідні краї. На своє здивування, він бачить, що його зруйнований будинок відбудовано наново; такий же новий вигляд і в його лабораторії. Його винаходи знову готові до випробувань, його праці перевидані. Причиною усьому цьому — Нінон. Сірано присягається забути про небо і свої авіаційні досліди, якщо вона погодиться залишитися з ним.

## В ролях
| Хосе Феррер      | ···· | Сірано де Бержерак |
| Жан-П'єр Кассель | ···· | д'Артаньян         |
| Сільва Кошина    | ···· | Нінон де Ланкло    |
| Далія Лаві       | ···· | Маріон Делорм      |
| Рафаель Рівеллес | ···· | кардинал Рішельє   |
| Лаура Валенсуела | ···· | Анна Австрійська   |
| Хуліан Матеос    | ···· | маркіз де Сен-Мар  |
| Мішель Симон     | ···· | мосьє де Мов'єр    |
| Філіпп Нуаре     | ···· | Людовик XIII       |

| Габрієль Дорзіа | ···· | мадам де Мов'єр     |
| Іво Гаррані     | ···· | Лобардемон          |
| Полідор         | ···· | Теофіль             |
| Андре Лоуренс   | ···· | герцог де Сегорба   |
| Жозетта Ларош   | ···· | герцогиня де Шеврез |
| Дієго Мікелотті | ···· | Скаррон             |
| Гі Анрі         | ···· | Атос                |
| Боб Морель      | ···· | Портос              |
| Ванні Лісенті   | ···· | Араміс              |

## Сприйняття
Фільм провалився у прокаті і був погано сприйнятий критиками. Оглядач Нью-Йорк Таймс Юджин Арчер порівняв його з пеплумом «Геркулес, Улісс і Самсон», що вийшов роком раніше, і розкритикував сценарій та гру головних акторів, відмітивши як здобутки лише яскравість відеоряду. Оскільки значна частина діалогів написана александрінами, ролі іноземних акторів, яких в цій міжнародній постановці більшість, довелося дублювати.
Хосе Феррер, який у 1951 отримав «Оскара» за роль Сірано у фільмі Майкла Гордона «Сірано де Бержерак» (1950), говорив, що у Ганса був чудовий сценарій, але для завершення фільму не вистачило грошей, тому результат вийшов гіршим, аніж очікувалося.